# Futon

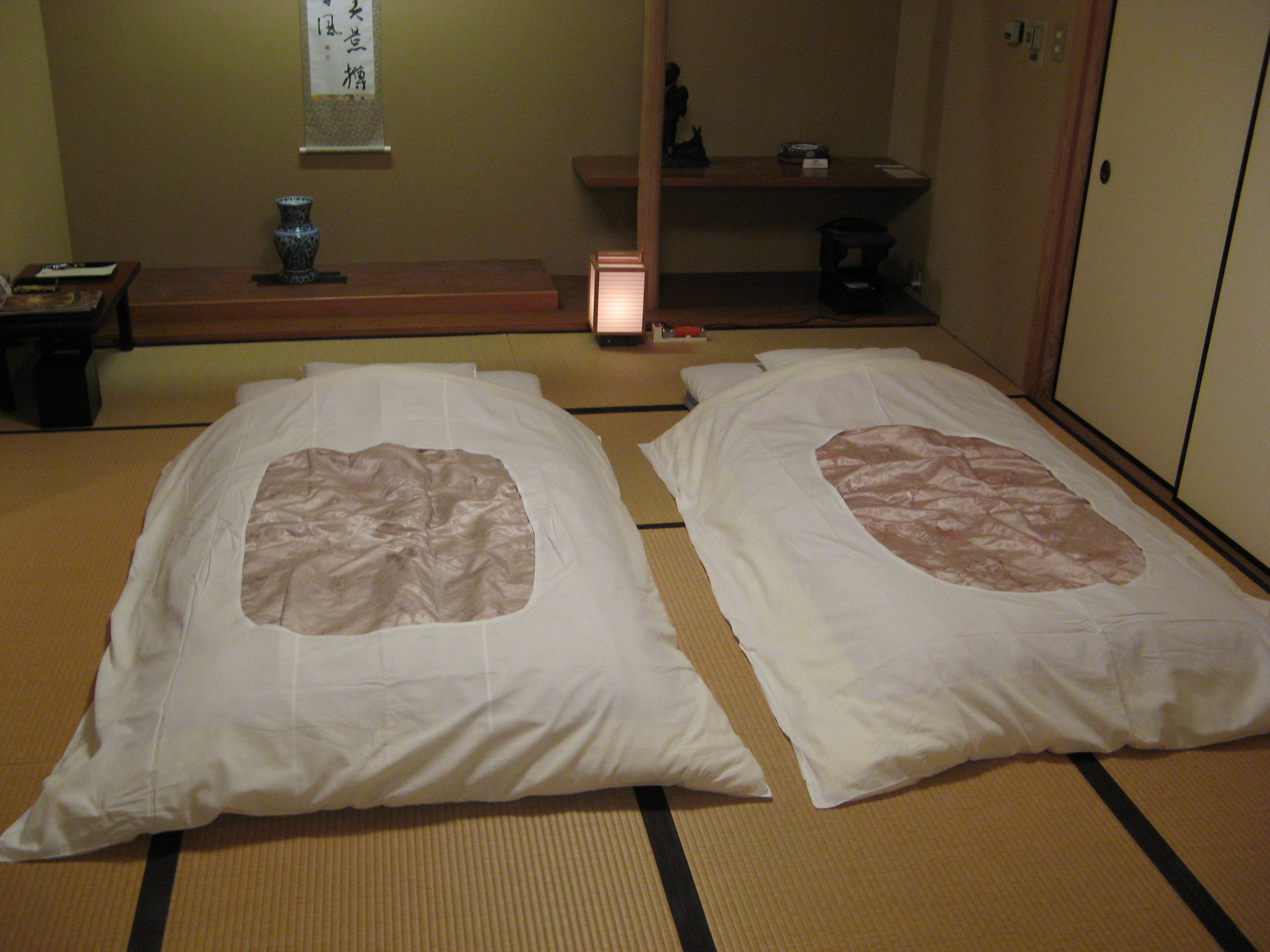
Futon japonès.

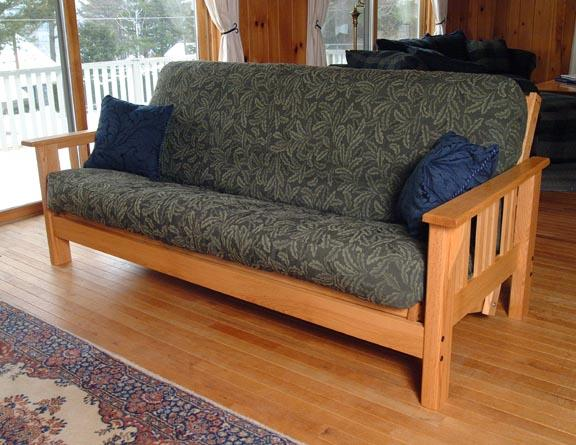
Futon occidental.

Un futon (布 団) és la paraula japonesa referent a l'estil de llit tradicional japonès consistent en un matalàs i una funda unides i prou plegables com per poder ser emmagatzemat durant el dia i permetre altres usos a l'habitació, a més de com dormitori. Els futons japonesos són baixos, d'uns 5 cm d'alçada i tenen una funda exterior amb farcits com cotó o material sintètic. Sovint es venen en conjunts que inclouen el matalàs de futon (shikibuton), un edredó (kakebuton) i coixí (makura). Els coixins s'omplen amb mongetes, blat negre o estris de plàstic.
Els futons estan dissenyats per a situar-se sobre sòls de tatami i generalment, es pleguen i es guarden en un armari durant el dia permetent que el tatami s'airegi i així poder utilitzar l'habitació per a altres usos. Els futons haurien de ser ventilats al sol regularment, especialment si no s'han retirat durant el dia.

## Futon occidental
Els futons occidentals presenten diferències respecte als japonesos. Acostumen a estar fabricats amb una barreja de cotó i altres materials com llana, làtex o fibra de bambú. Acostumen a ser més gruixuts imitant els matalassos tradicionals i tenen un grau de fermesa inferior al futon tradicional japonés. Sovint es col·loquen sobre llits a l'estil japonès que tenen una base de tatamis, d'aquesta manera el futon se situa a una altura més adecuada per l'estil de dormitoris occidentals però segueix estant sobre els tatamis.
Podem trobar futons de diferents tipus segons la combinació de materials que s'utilitzin en la seva fabricació. Cadascun d'ells oferint característiques diferents:
- Futon de cotó i nucli de llana: més compacte que els futons tradicionals de cotó. Nivell de fermesa: tova/mitja
- Futon de cotó i nucli de làtex: menys rígid que el futon tradicional de cotó i amb un mantenimient més sencill. Nivell de fermesa: tova/mitja o mitja.
- Futon de llana verge: més tou que el futon tradicional de cotó. Gran capacitat d'absorció de la humitat (sudoració) que permet dormir sec. Nivell de fermesa: media/firme.
- Futon de llana i nucli de làtex: es menys rígid que el futon de llana, i manté les seves avantatges. Nivell de fermesa: tova/mitja.
- Futon de bambú i nucli de làtex: absorbeix molt més la humitat que el futon tradicional de cotó. Més gruixut que la resta, pot arribar als 20 cm. Nivell de fermesa: tova/mitja.

## Manteniment[5]
1. Es recomana donar-li la volta un cop al mes per ventilar-lo i que la humitat no s'acumuli a la part inferior. És ideal fer això al mateix temps que es ventila l'habitació. A l'acabar, posar el futon a la posició inversa de com estava. Si el futon està fabricat majoritàriament amb làtex, girar-lo cada 3 o 4 mesos.
2. Si el futon ha agafat molta humitat, haurem d'assecar-lo al sol o a prop d'una font de calor. Es recomana també donar-li cops per a que el cotó es recol·loqui i les diferents capes agafin aire de forma natural.
3. Es recomana dormir amb el futon col·locat sobre tatamis per tal que la ventilació sigui la correcta. Un cop a l'any es adient aixecar els tatamis i girar-los.